# Riccardo Ciervo
Riccardo Ciervo, né le 1er avril 2002 à Latina en Italie, est un footballeur italien, qui évolue au poste d'attaquant au Cesena FC.

## Biographie

### En club
Né à Latina en Italie, Riccardo Ciervo est formé par l'AS Rome. Le 18 novembre 2020, il signe un nouveau contrat avec son club formateur, le liant à l'AS Rome jusqu'en juin 2024. Le 26 novembre suivant, il est retenu pour la première fois dans le groupe professionnel par l'entraîneur Paulo Fonseca, pour un match de Ligue Europa face au CFR Cluj. Ciervo n'entre toutefois pas en jeu lors de ce match gagné par la Roma (0-2).
Le 31 août 2021, Ciervo est prêté pour une saison à la Sampdoria Gênes. Il joue son premier match en professionnel avec ce club, le 23 septembre 2021 face au SSC Naples. Il entre en jeu à la place de Francesco Caputo et la Sampdoria s'incline lourdement par quatre buts à zéro.
En janvier 2022, le prêt de Ciervo à la Sampdoria Gênes prend finalement fin et il est prêté dans la foulée à l'US Sassuolo jusqu'à la fin de la saison, avec obligation d'achat.
Le 4 juillet 2022, Riccardo Ciervo est prêté pour une saison au Frosinone Calcio. Ciervo est rappelé au mercato d'hiver pour finalement être de nouveau prêté le 27 janvier 2023, cette fois au Venise FC jusqu'à la fin de la saison.
Le 14 juillet 2023, Riccardo Ciervo rejoint le FC Südtirol sous la forme d'un prêt d'une saison.
Le 6 juillet 2024, Riccardo Ciervo est de nouveau prêté par Sassuolo, cette fois-ci au Cosenza Calcio pour une saison.

### En équipe nationale
Le 12 février 2020, il reçoit sa seule et unique sélection en équipe d'Italie des moins de 18 ans, contre l'équipe de France. Il joue 74 minutes lors de cette rencontre (défaite 2-1).

### Style de jeu
Riccardo Ciervo est un ailier qui peut aussi bien jouer sur le côté gauche que le côté droit grâce à son aisance avec ses deux pieds. Il est décrit comme un joueur habile, qui aime prendre la profondeur et doué dans les un contre un.